# Kristin Krone
Kristin Krone (* 17. Juni 1968 in Sacramento, Kalifornien) ist eine ehemalige US-amerikanische Skirennläuferin.
Als Spezialistin in Abfahrt und Super-G erreichte sie in der Saison 1990/91 in Vail als Bestresultat in der ersten Abfahrt einen vierten Rang. In den Trainings zur Abfahrt bei den Olympischen Spielen 1992 in Albertville verletzte sich Krone schwer und trat im Anschluss zurück.